# خانه هفت شیروانی (فیلم)
خانه هفت شیروانی (انگلیسی: The House of the Seven Gables) یک فیلم است که در سال ۱۹۴۰ منتشر شد.

## بازیگران
- جرج سندرز
- مارگارت لیندزی
- وینسنت پرایس
- آلن نیپی‌یر
- سسیل کلاوای
- چارلز تروبریج
- دیک فورن
- میلز ماندر
- الیس ایروینگ
- لان پاف